# Бреньо, Андреа
Андреа ди Кристофоро Бреньо (итал. Andrea di Cristoforo Bregno), 1418, Клаино-кон-Остено, Ломбардия — 1506, Рим) — итальянский скульптор и архитектор раннего Возрождения. Мастер монументальных надгробий. Иногда упоминается под прозванием Антонио да Монтекавалло (итал. Antonio da Montecavallo): «Антонио — Лошадиная гора».

## Биография
Андреа Бреньо родился на Севере Италии, в Ломбардии, в одной из самых известных художественных семей области Остено. Его отец Кристофоро Бреньо и братья Амброджо и Джироламо также были скульпторами и архитекторами. Они основали мастерскую в Ферраре. После смерти Бартоломео Бона в 1467 году братья Бреньо осуществляли руководство строительством Дворца Дожей и других важных зданий в Венеции.
Андреа Бреньо пригласили переехать из Венеции в Рим, когда папой римским под именем Павла II в 1464 году был избран уроженец Венеции Пьетро Барбо. Во время понтификата Сикста IV делла Ровере (1471—1484) Андреа Бреньо получал много заказов и возглавил мастерскую, производившую скульптурные надгробия кардиналов и других деятелей папской курии. В итальянской средневековой традиции было принято ради экономии места устраивать в церкви настенные надгробия, включающие приподнятые над полом саркофаги или кенотафы, скульптуру, рельефы и росписи. Среди подобных произведений мастерской А. Бреньо: настенный монумент кардиналу Лодовико де Альбре в церкви Санта-Мария-ин-Арачели (1465), гробница Джованни Делла Ровере в церкви Санта-Мария-дель-Пополо (1483) и другие произведения в той же церкви.
Успех Бреньо был так велик, что его сравнили с греческим скульптором Поликлетом в эпитафии к гробнице Бреньо в церкви Санта-Мария-сопра-Минерва. Отец Рафаэля Санти, Джованни Санти, в 1480-х годах упомянул Бреньо в биографии Федерико да Монтефельтро, герцога Урбинского. Бреньо часто работал с Мино да Фьезоле в Риме, и его «ломбардская манера» стала более классической благодаря изучению им образцов античной скульптуры в римских собраниях. Андреа Бреньо сам был одним из первых коллекционеров «антиков». Анонимное сочинение «Prospettivo Milanese», написанное в 1499—1500 годах, посвящено мраморному торсу из коллекции «Маэстро Андреа», который, по-видимому, является прославленным позднее Бельведерским торсом (ныне в собрании Ватикана).
Андреа Бреньо входил в аристократический круг знатоков и коллекционеров произведений искусства, литераторов-гуманистов из окружения папы Сикста IV и Бартоломео Платины, первого библиотекаря Ватиканской апостольской библиотеки. Бреньо сыграл значительную роль в формировании подлинно классического стиля эпиграфики — надписей, которые имеются на созданных им надгробиях. В Сикстинской капелле он сотрудничал с Мино да Фьезоле и Джованни Далматой, устраивая небольшую канторию (балкон для певчих).
Андреа Бреньо и Баччио Понтелли приписывают работы в церкви Санта-Мария-дель-Пополо по заказу Сикста IV, а также создание кортиле (дворика) Палаццо делла Канчеллериа (1490-е). По иной версии работы приписывают его брату, ассистенту Донато Браманте. В обоих случаях работами руководил Браманте.
Поздний шедевр Андреа Бреньо — алтарь Пикколомини в Дуомо (Соборе) Сиены. Алтарь был заказан кардиналом Франческо Тодескини-Пикколомини (будущим папой Пием III) в память его дяди, папы Пия II. Алтарь сделан в виде архитектурного фасада с экседрой в центре и статуями в нишах. Бреньо работал над ним несколько лет (1481—1485), но не завершил. Ниши для шестнадцати скульптур остались не заполненными. Одну фигуру сделал Пьетро Торриджано. В 1501 году кардинал поручил достройку молодому Микеланджело, который в 1501—1504 годах создал четыре статуи: святых Петра, Павла, Пия и Григория Великого. Однако, он прервал работы, получив заказ на «Давида» во Флоренции. Алтарь так и остался незавершённым. Статуя Мадонны в верхней нише приписывается Джованни ди Чекко (1371).
Андреа Бреньо скончался в Риме. На его гробнице, датированной 1506 годом, в церкви Санта-Мария-сопра-Минерва, установлен его портретный бюст, вероятно, работа скульптора Луиджи Каппони.

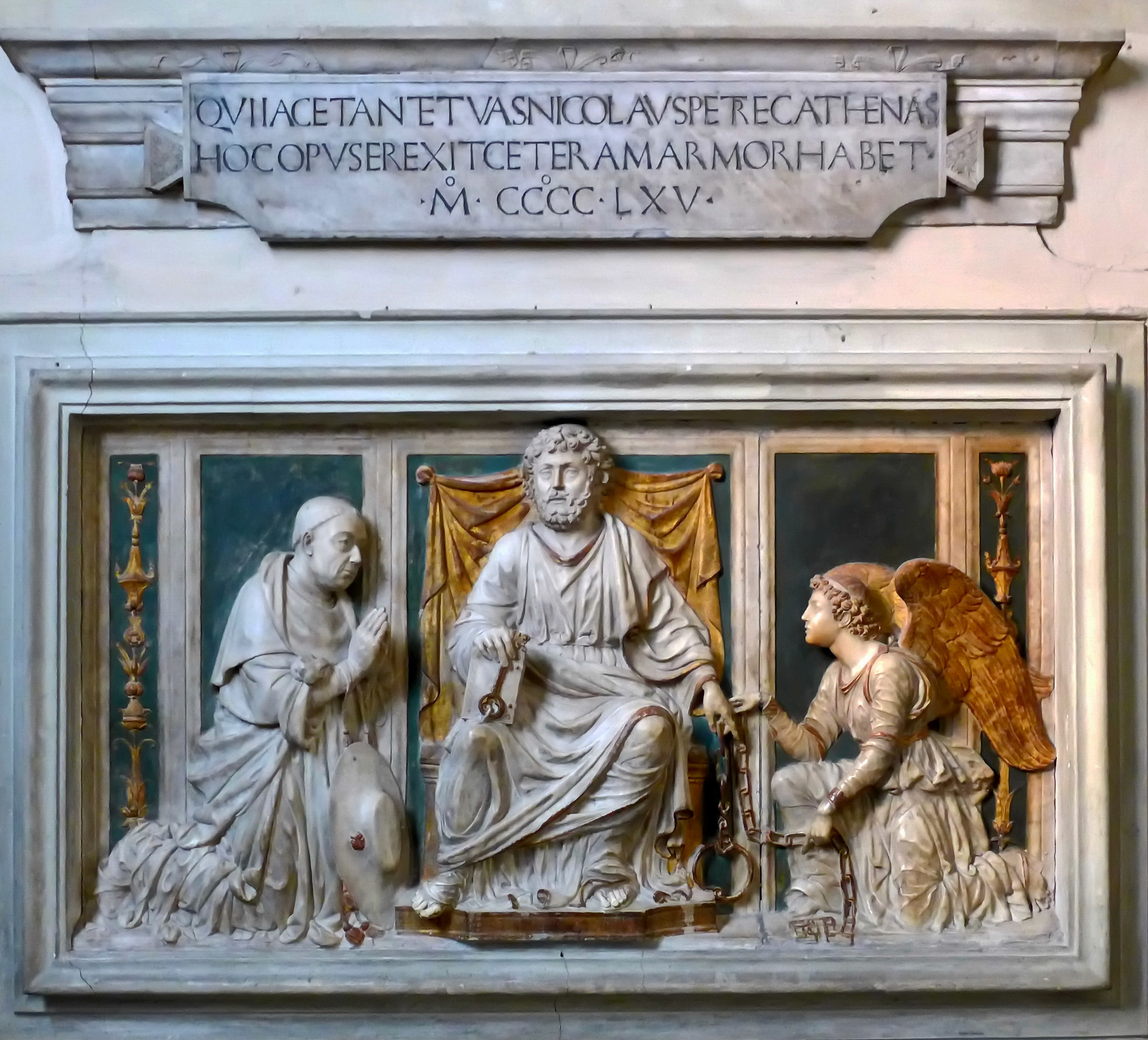
Эпитафия кардиналу Николаю Кузанусу. 1464. Церковь Сан-Пьетро-ин-Винколи, Рим
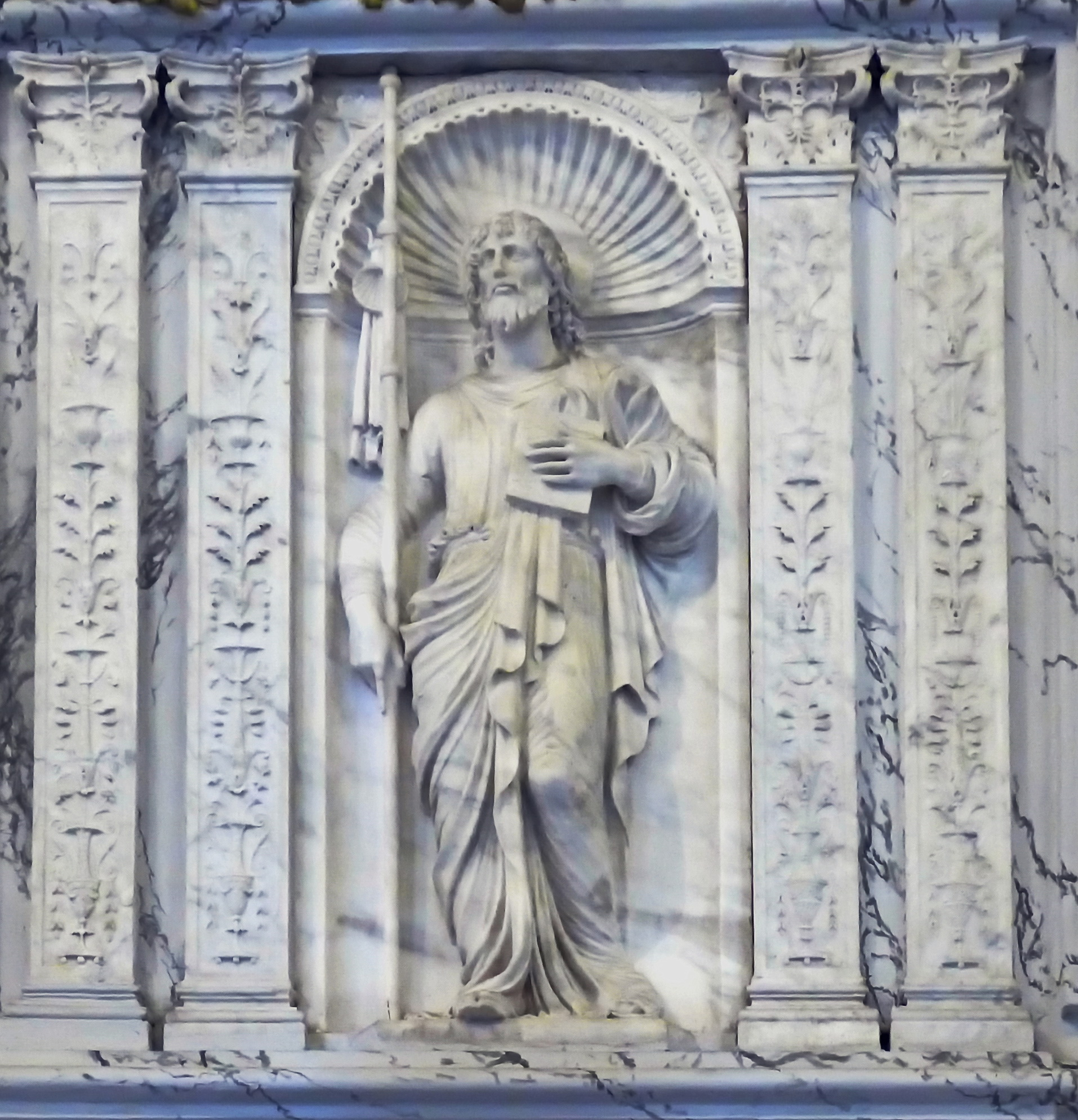
Святой Иаков. Церковь Сан-Джованни-ин-Латерано, Рим
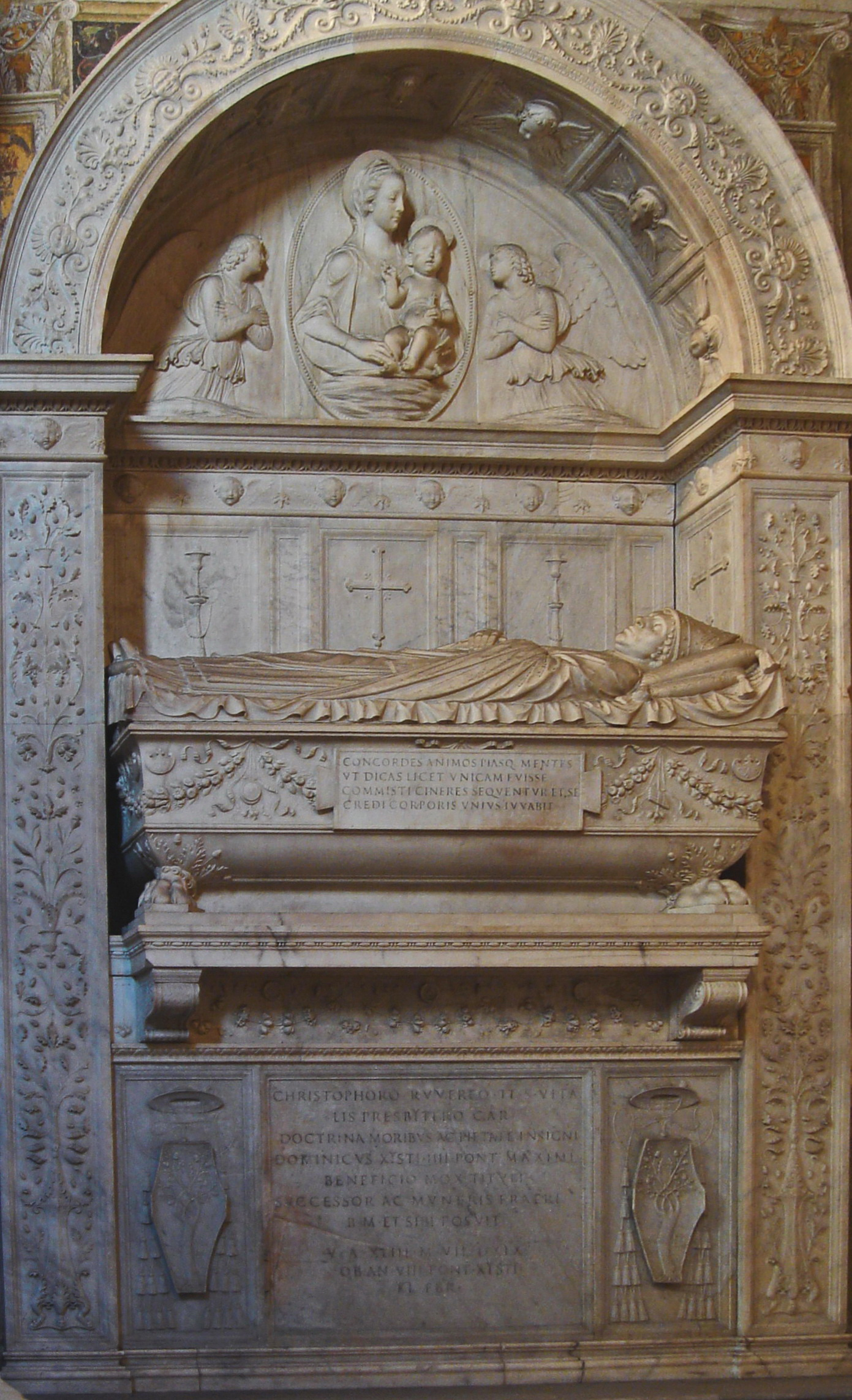
Надгробный монумент Кристофоро делла Ровере. 1477. Церковь Санта-Мария-дель- Пополо, Рим
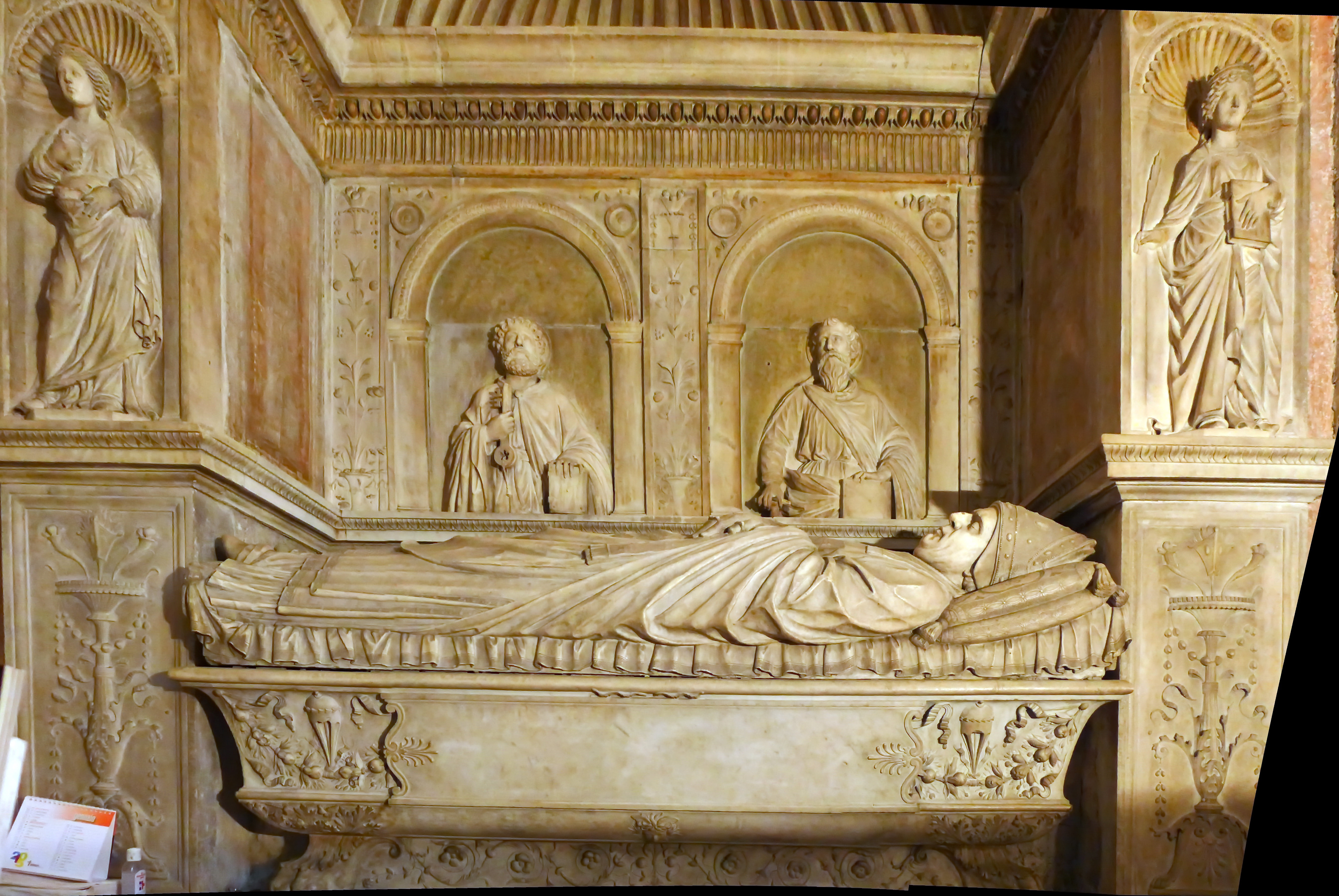
Надгробие кардинала Алена де Кётиви. 1474. Церковь Санта-Прасседе, Рим
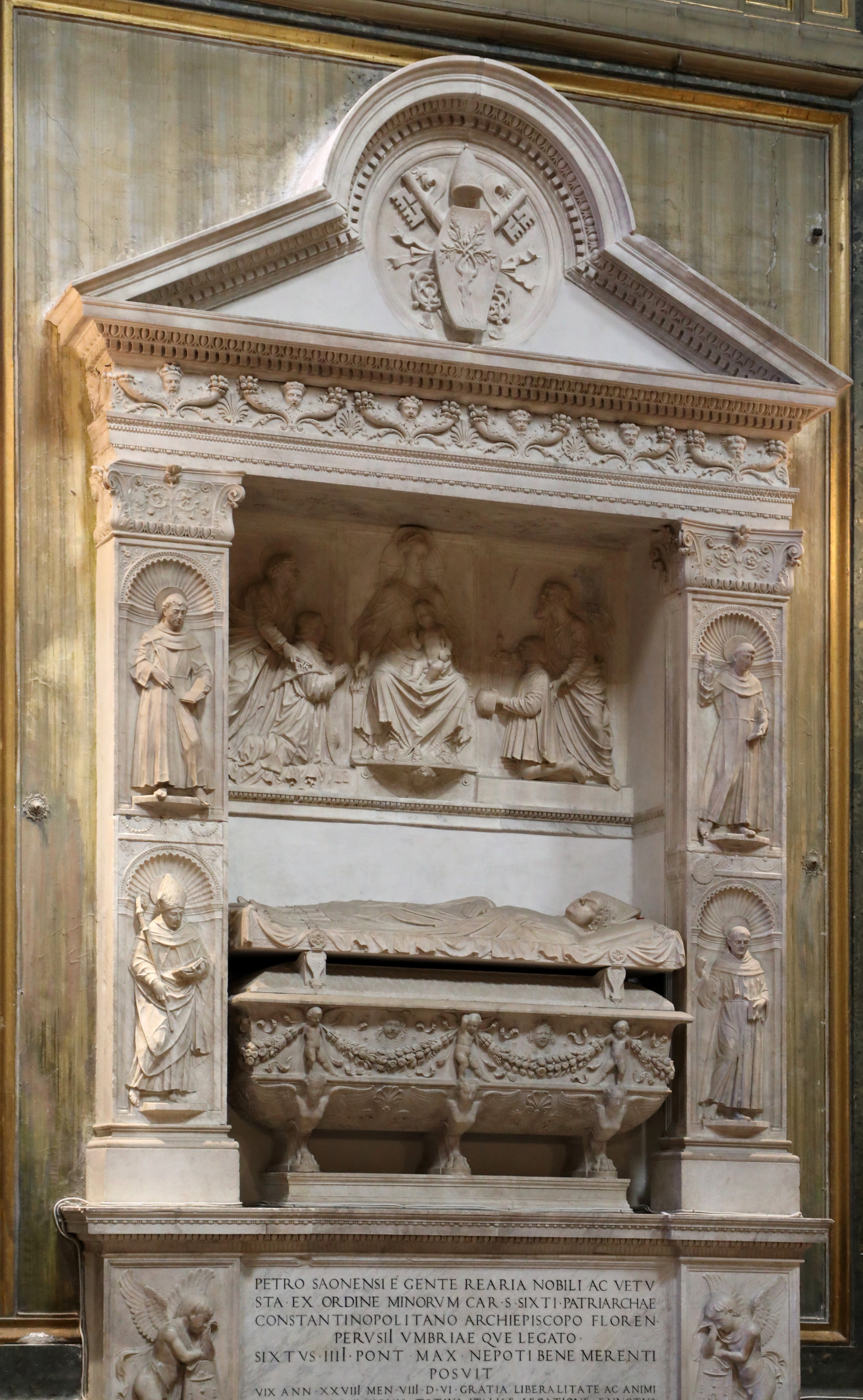
Надгробие Пьетро Риарио. Совместно с Мино да Фьезоле и Джованни Далматой. 1474. Церковь Санти Апостоли, Рим
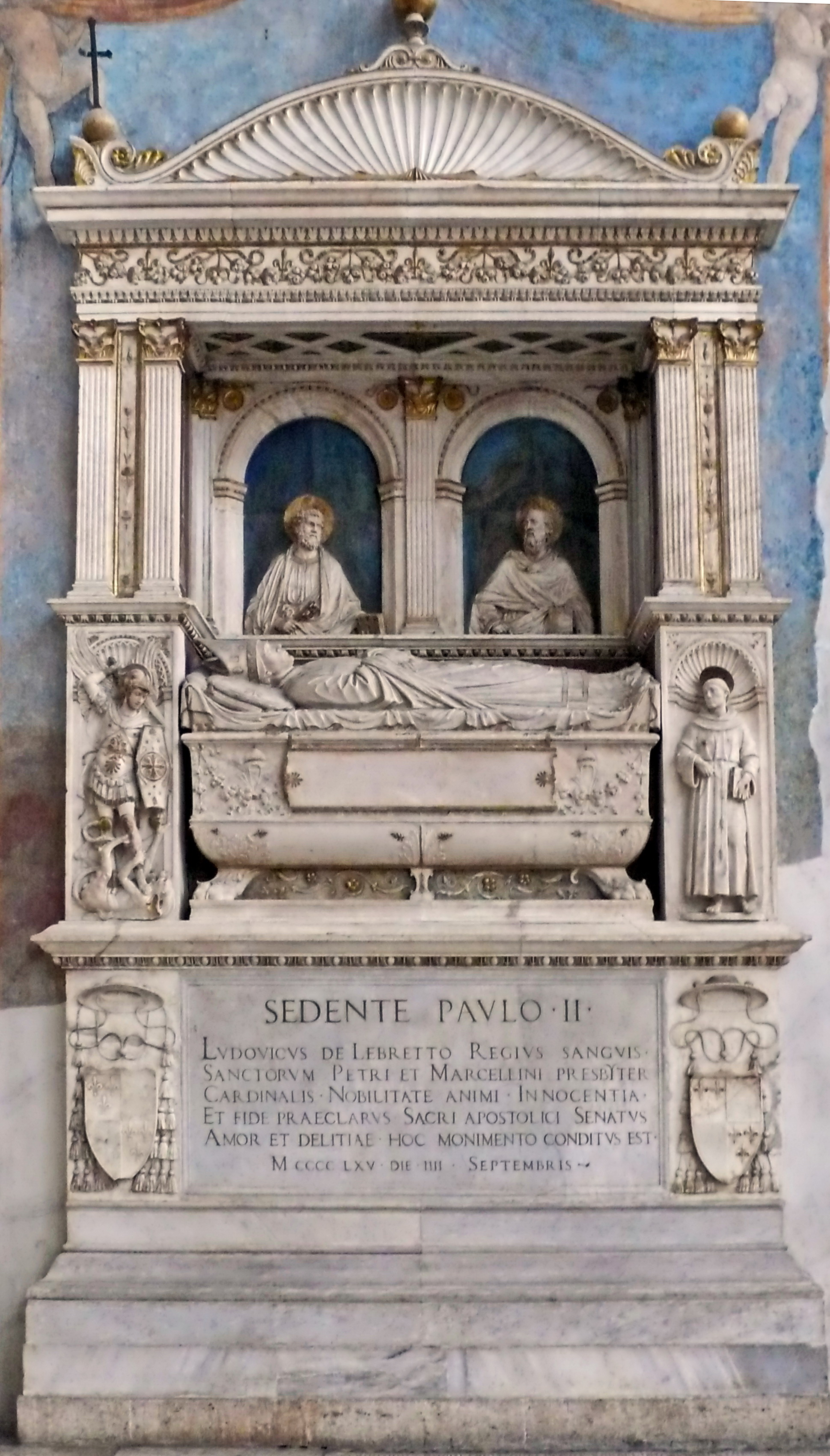
Надгробие кардинала Лодовико де Альбре. 1465. Церковь Санта-Мария-ин-Арачели, Рим
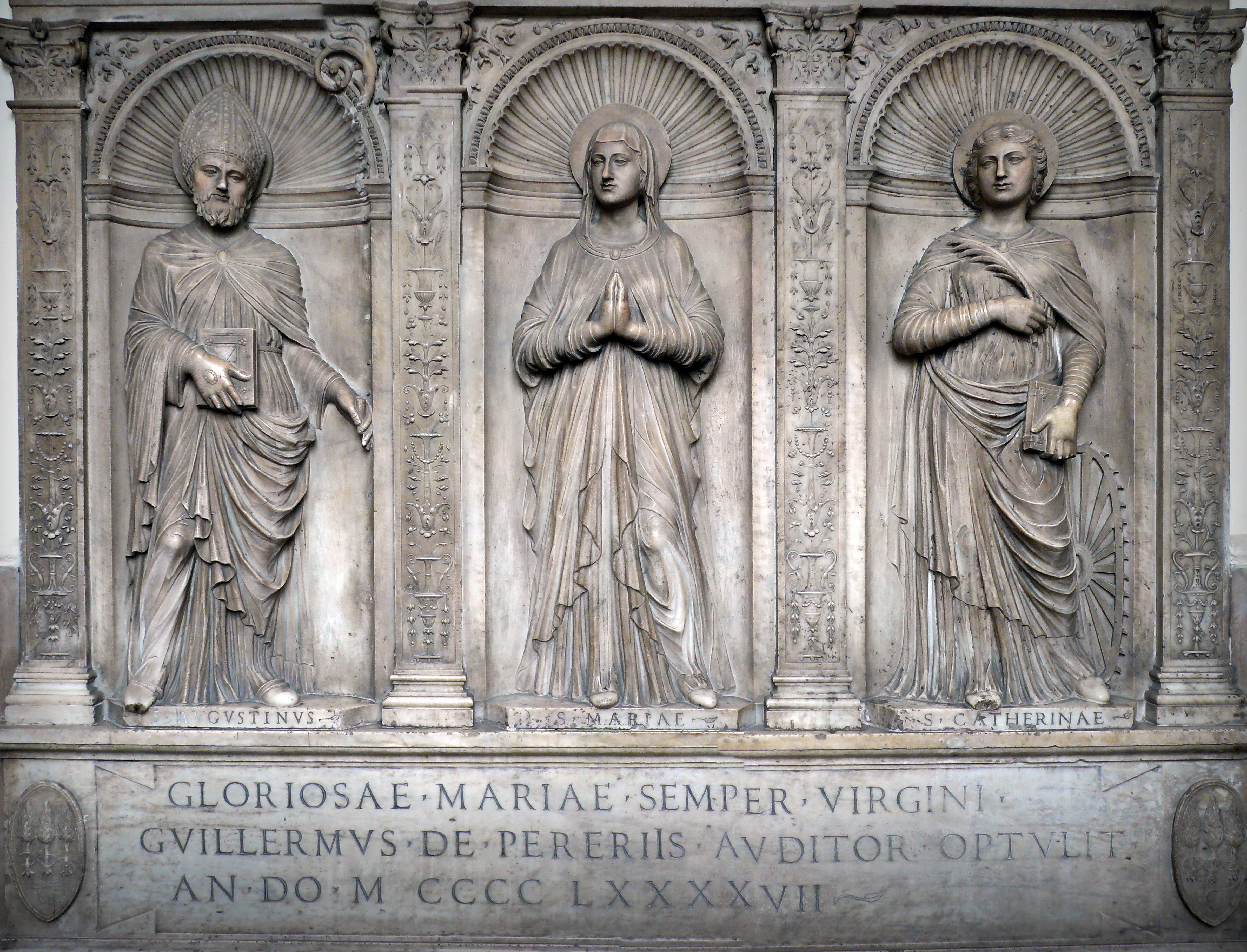
Триптих. Санта-Мария-дель-Пополо, Рим
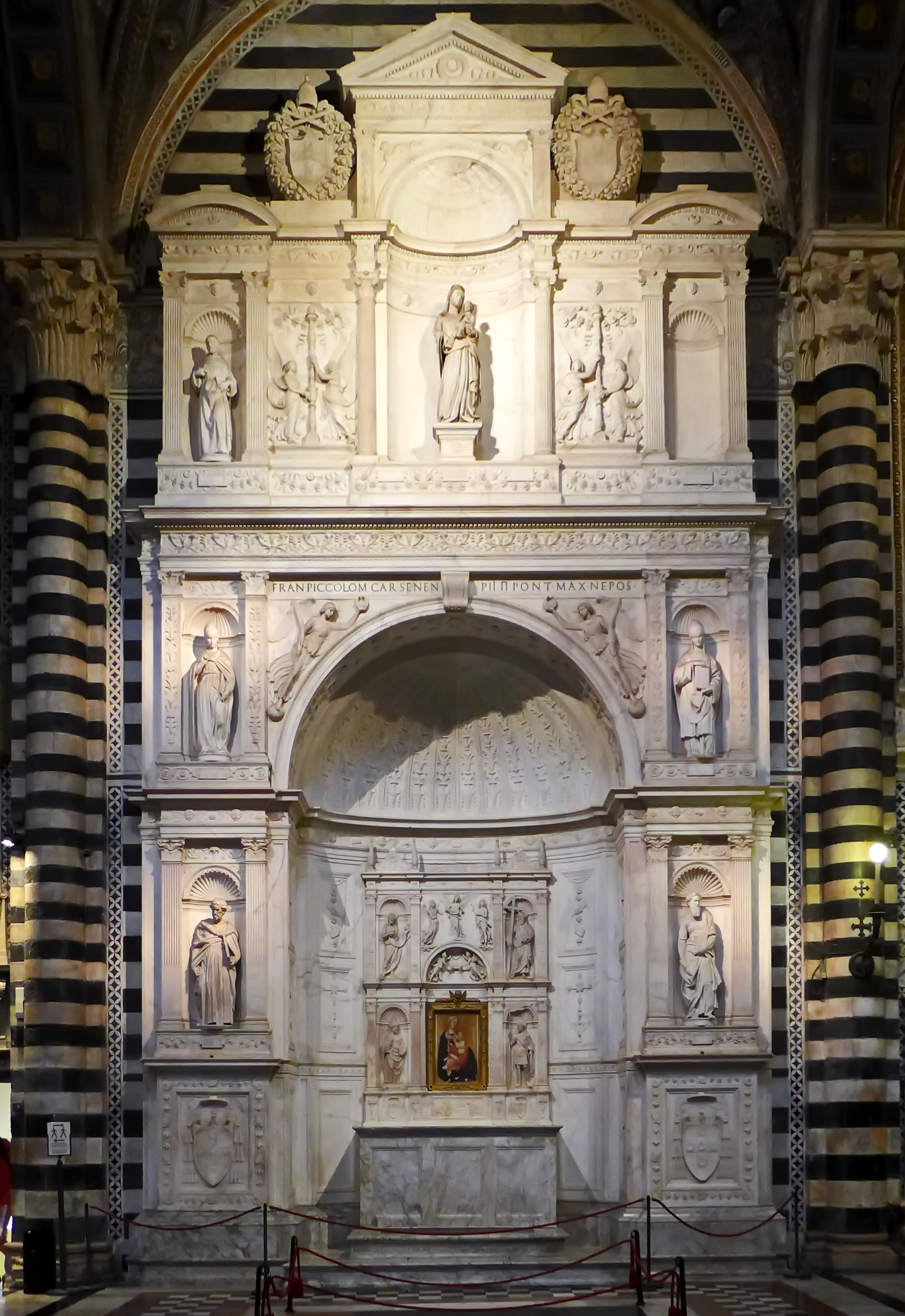
Алтарь Пикколомини. Общий вид. 1481—1485. Статуи работы Микеланджело Буонарроти. 1501—1504. Собор, Сиена
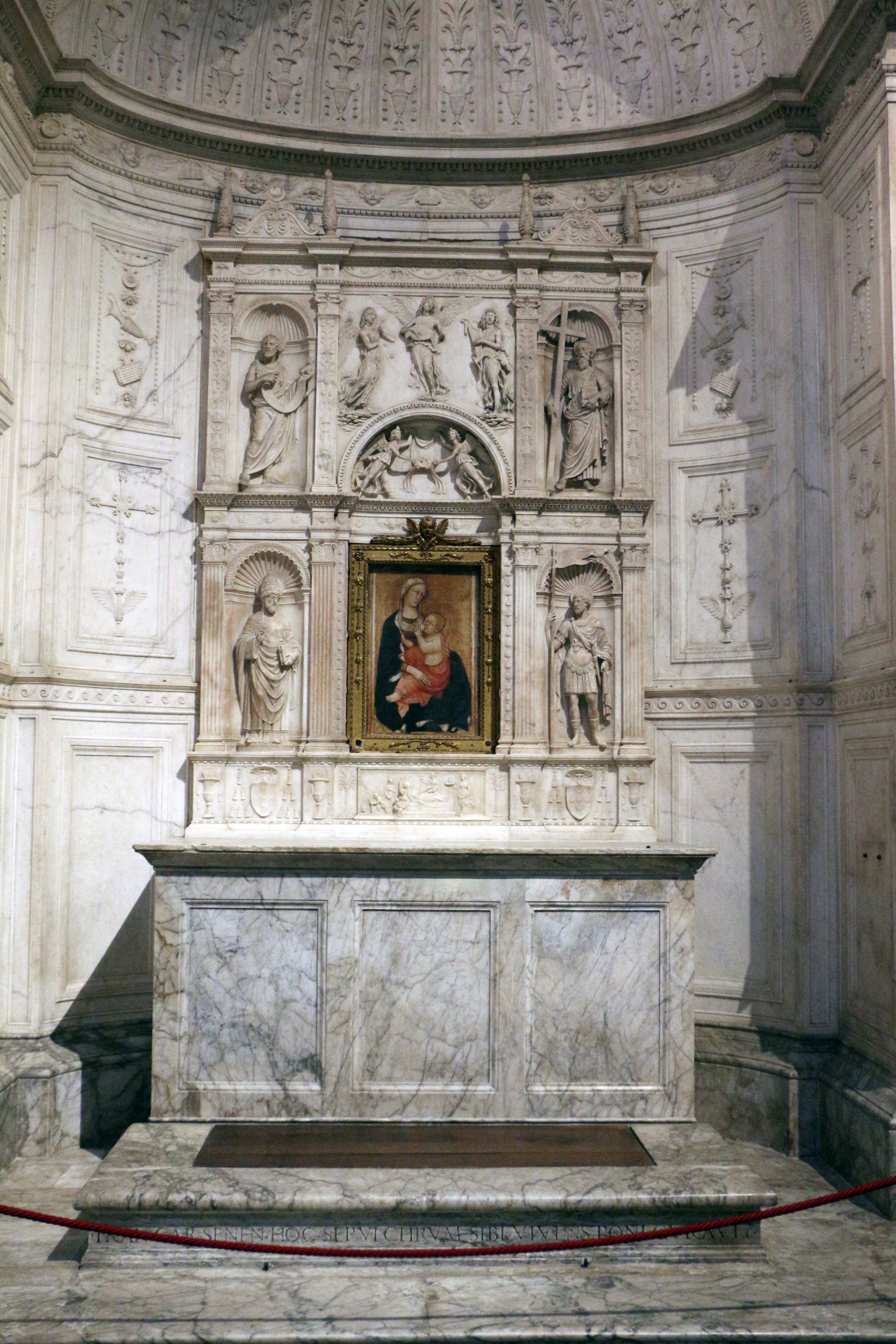
Aлтарь Пикколомини. Центральная часть

## Основные произведения
- 1464: Надгробие кардинала Николая Кузанского в церкви Сан-Пьетро-ин-Винколи, Рим

- 1465: Надгробие кардинала Лодовико де Альбре. Церковь Санта-Мария-ин-Арачели, Рим

- 1466: Надгробие кардинала Тебальди. Церковь Санта-Мария-сопра-Минерва, Рим

- 1469: Алтарь с рельефом «Явление святого Михаила святому Григорию». Капелла Сальвиати, церковь Сан-Грегорио Маньо-аль-Челио

- 1474; Надгробие кардинала Алена де Кётиви. Церковь Санта-Прасседе, Рим

- 1474: Надгробие кардинала Пьетро Риарио в церкви Санти Апостоли, Рим

- 1477: Гробница кардинала Кристофоро делла Ровере в капелле Делла Ровере. Церковь Санта-Мария-дель-Пополо, Рим . Алтарная картина «Мадонна» Мино да Фьезоле

- 1477: Гробница Рафаэля делла Ровере. Склеп церкви Санти Апостоли, Рим (не завершено)

- 1477: Надгробие кардинала Хуана Диаса де Кока. Церковь Санта-Мария-сопра-Минерва, Рим

- 1481: Алтарь Пикколомини в Дуомо (Соборе) Сиены, завершенный в 1504 году Микеланджело Буонарроти

- 1492 (?): Настенная гробница живописца фра Филиппо Липпи, собор Сполето.

- 1502: Гробница кардинала Хорхе да Кошта в Кошта-Капелле. Церковь Санта-Мария-дель-Пополо, Рим

- (?) Надгробие кардинала Антониотто Паллавичини в капелле Монтемирабиле (мастерская). Церковь Санта-Мария-дель-Пополо, Рим

- (?) Мадонна, мраморный барельеф в Оспедале Сан-Джакомо-ин-Огуста, Рим

- (?) Табернакль Санктуария Санта-Мария-делла-Кверча, Витербо